# Интерес
Интерес е това, което е важно за определен момент. Интересът възниква от потребността. Джеръм Брунър и Л. Постман показват до каква степен интересът може да влияе върху паметта. Група студенти са способни да повторят без колебание думи, произнесени мимоходом пред тях, защото се отнасяли до ценности, които им били близки, докато били забравили казаното им по теми, които не представлявали интерес за тях.
Етимологичното значение на думата „интерес“ (на латински: interesse – „в средата съм“) изразява отношението на съответствие между организма и средата. Всяко поведение е мотивирано от някакъв интерес. Действеното начало, който той съдържа, се използва от възпитателите, а активното училище постоянно прибягва до него. Педагогическите системи на О. Декроли и Джон Дюи организират учебните теми по отношение центрове на интерес, подбрани от непосредствената среда (тръгвайки от млякото, децата се интересуват от кравата, от производството на масло, сирене). Е. Шпрангер различава теоретични интереси (отнасящи се до рационални и научни дейности), икономически, естетически, социални, политически и религиозни интереси, които се появяват към 11 или 12-годишна възраст. Познаването им позволява да се дават полезни съвети на юношите при избора на професия, защото е доказано, че успехът в дадена професия зависи от интереса към нея толкова, колкото и от способностите, необходими за нейното упражняване.